# Regionaler Naturpark Massif des Bauges

Logo des Parks

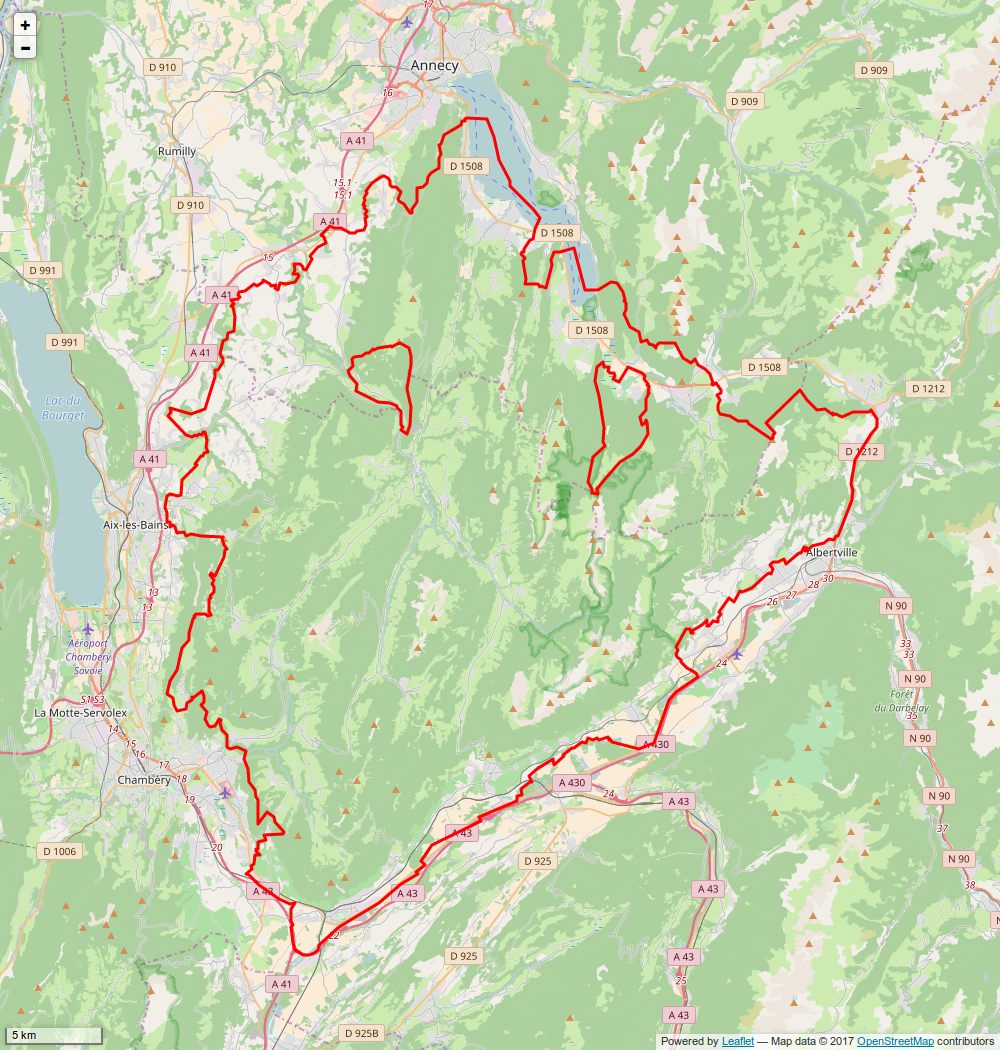
Lage des Parks

Der Regionale Naturpark Massif des Bauges (frz. Parc naturel régional du Massiv des Bauges) liegt in der französischen Region Auvergne-Rhône-Alpes und erstreckt sich in den Départements Haute-Savoie und Savoie. 
Der Park befindet sich etwa zwischen den Städten
- Annecy im Norden,
- Albertville im Osten,
- Chambéry im Südwesten und
- Aix-les-Bains im Westen.

## Parkverwaltung

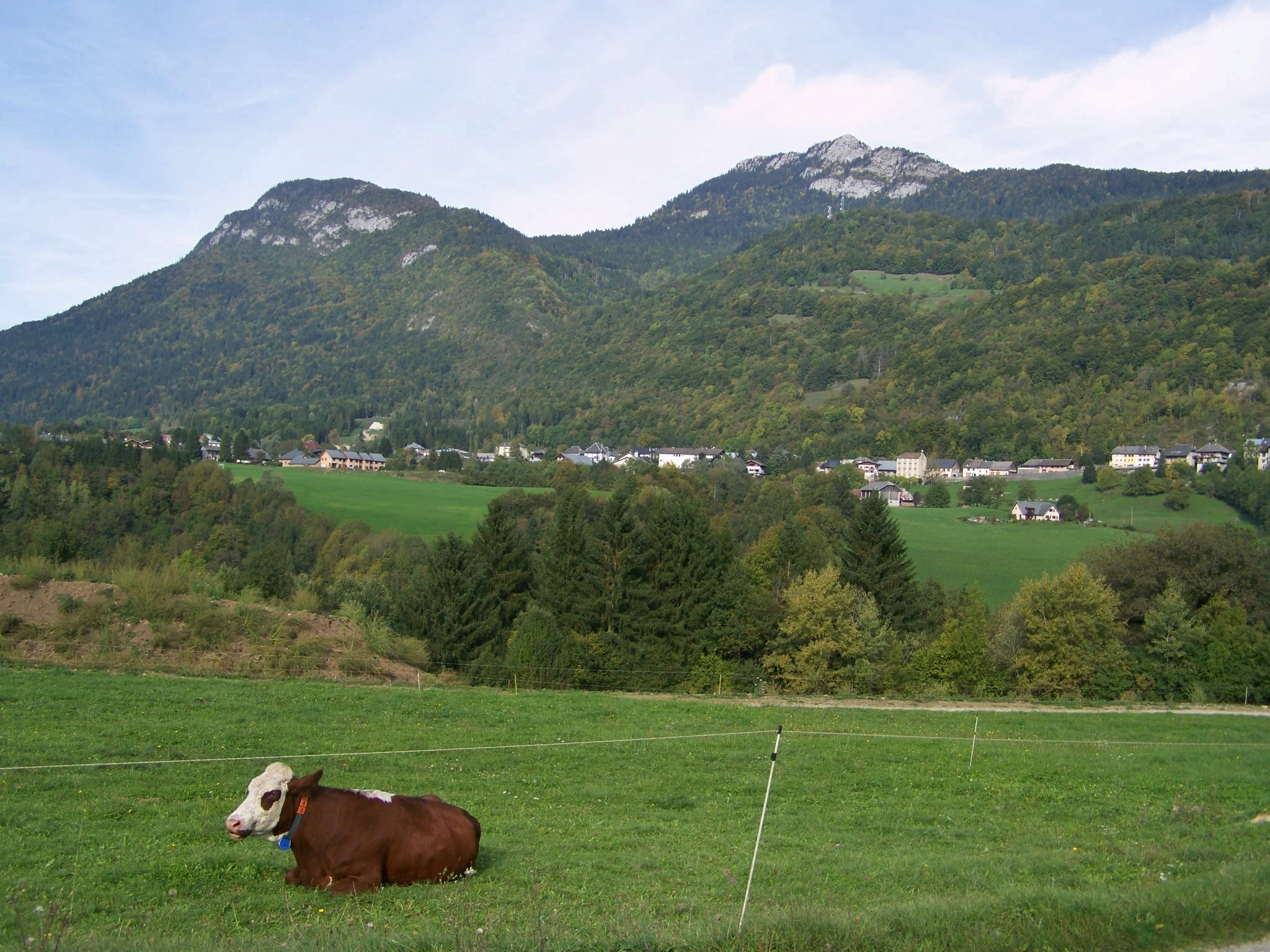
Blick auf Le Châtelard

Die Gründung des Naturparks erfolgte am 7. Dezember 1995. Der Park umfasst aktuell eine Fläche von rund 85.600 Hektar. Die Parkverwaltung mit dem „Maison du Parc“ hat ihren Sitz im Ort Le Châtelard (45° 41′ 11″ N, 6° 8′ 12″ O). 63 Gemeinden (Stand 1. Januar 2018) mit einem Einzugsgebiet von etwa 70.400 Bewohnern bilden den Park, weiter Gemeinden sind als „Zugangsorte“ mit dem Naturpark assoziiert.
Der Naturpark wird seit dem 17. September 2011 von der UNESCO unter dem Markennamen Geopark Bauges als UNESCO Global Geopark ausgezeichnet. Diese Bezeichnung steht für die große geologische Bedeutung eines Territoriums und trägt zur touristischen und wirtschaftlichen Entwicklung des Gebietes unter Beachtung der erforderlichen Nachhaltigkeit bei. Die eindrucksvollen Karstformen und die hochgestellten Synklinalen im Bauges-Massiv waren zwei geologische Trümpfe bei der eingebrachten Kandidatur.

## Größere Orte im Park

### Im Département Haute-Savoie
- Doussard
- Faverges-Seythenex
- Saint-Jorioz
- Sevrier

### Im Département Savoie
- Mercury
- Montmélian
- Saint-Pierre-d’Albigny

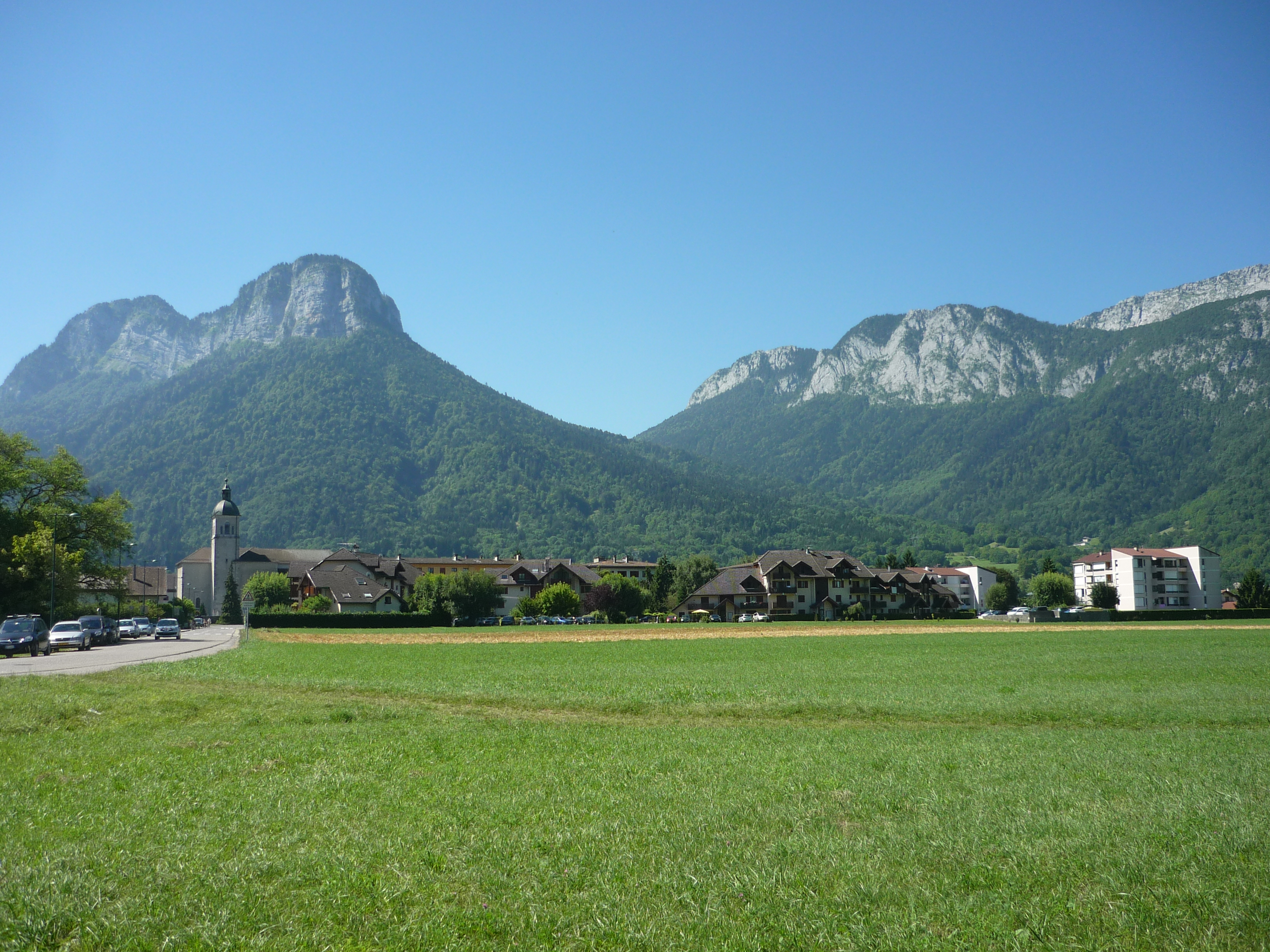
Blick auf Doussard
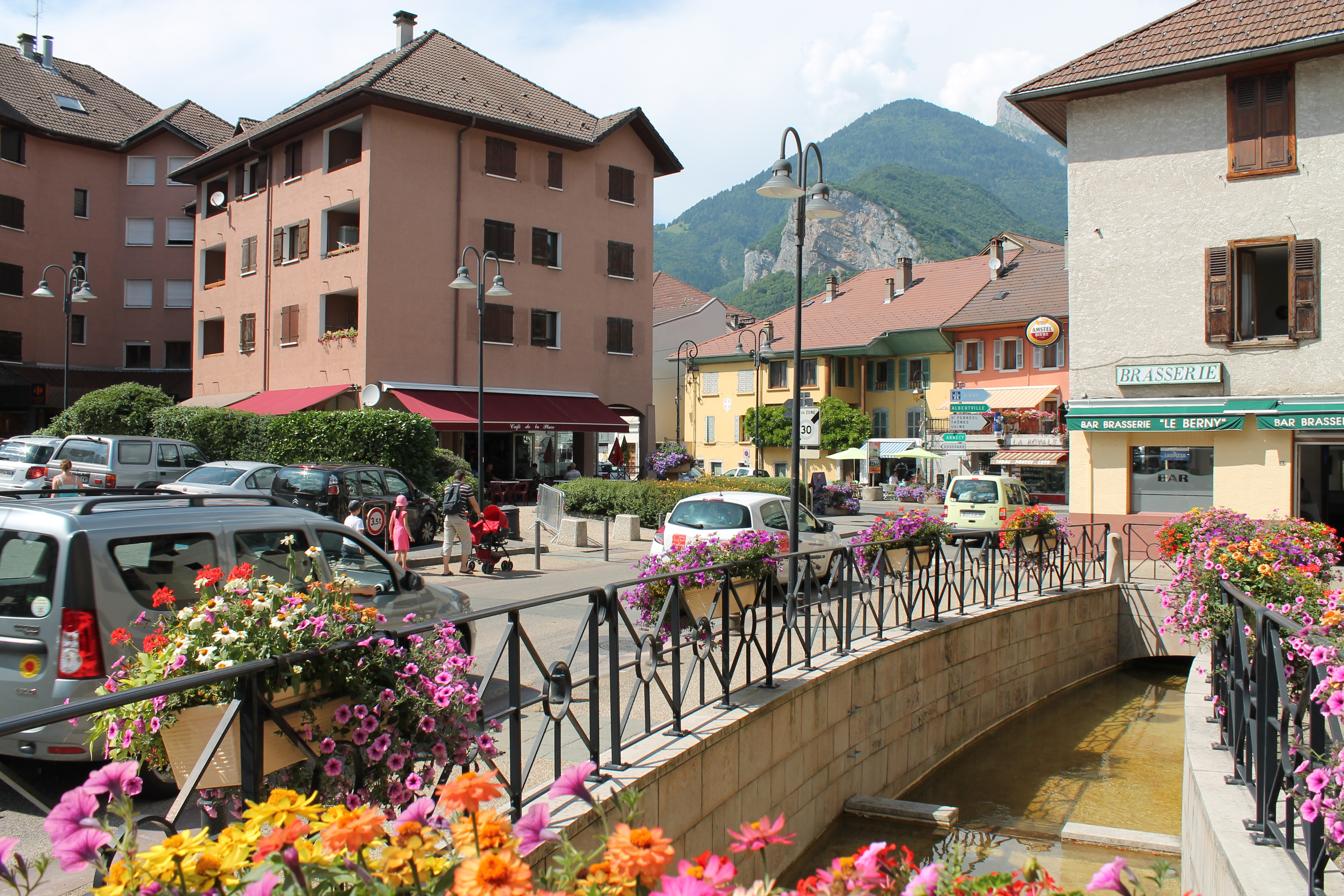
Im Zentrum von Faverges
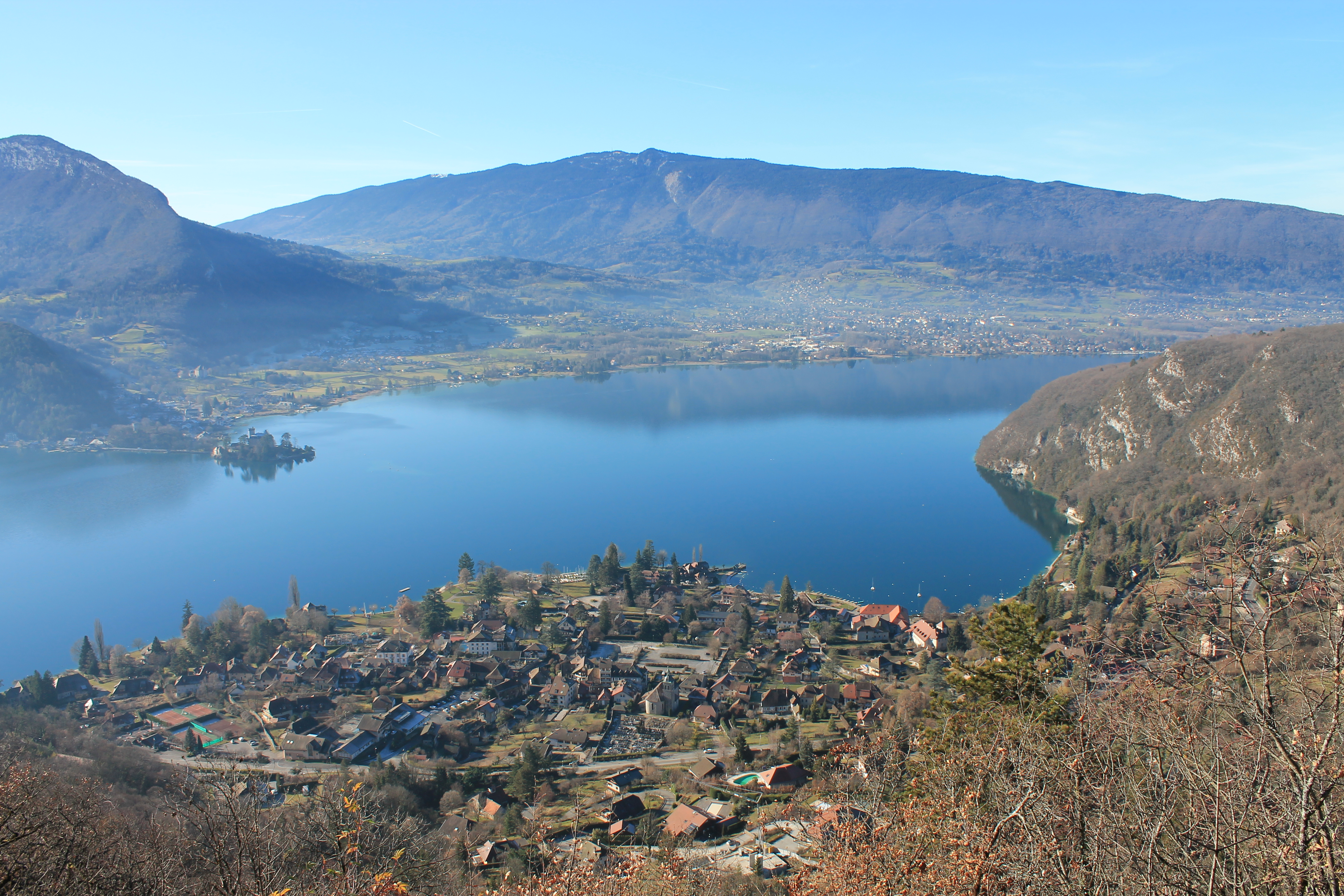
Ort Talloires, Gemeinde Saint-Jorioz, am Lac d’Annecy
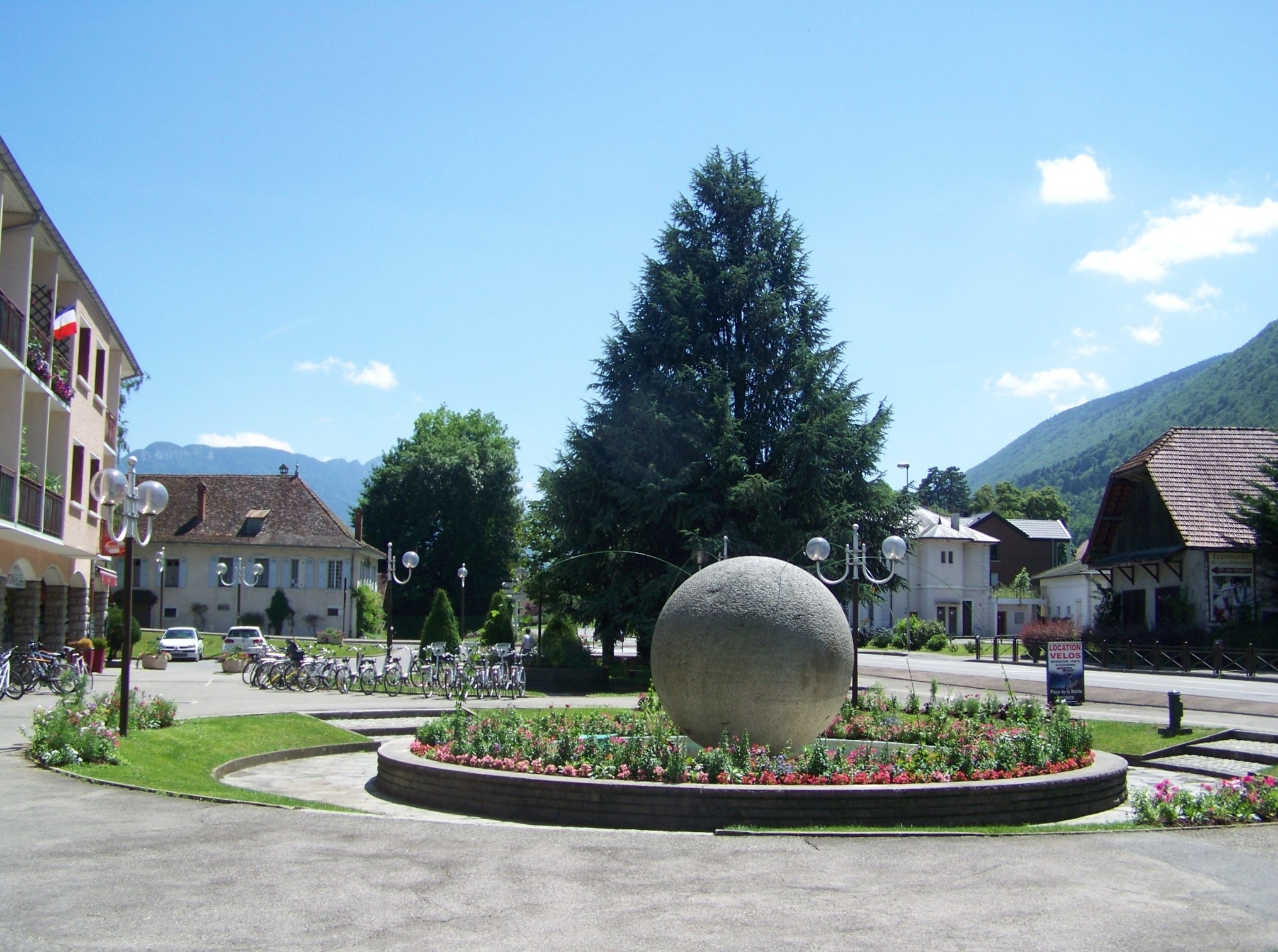
Sevrier, Rathausplatz

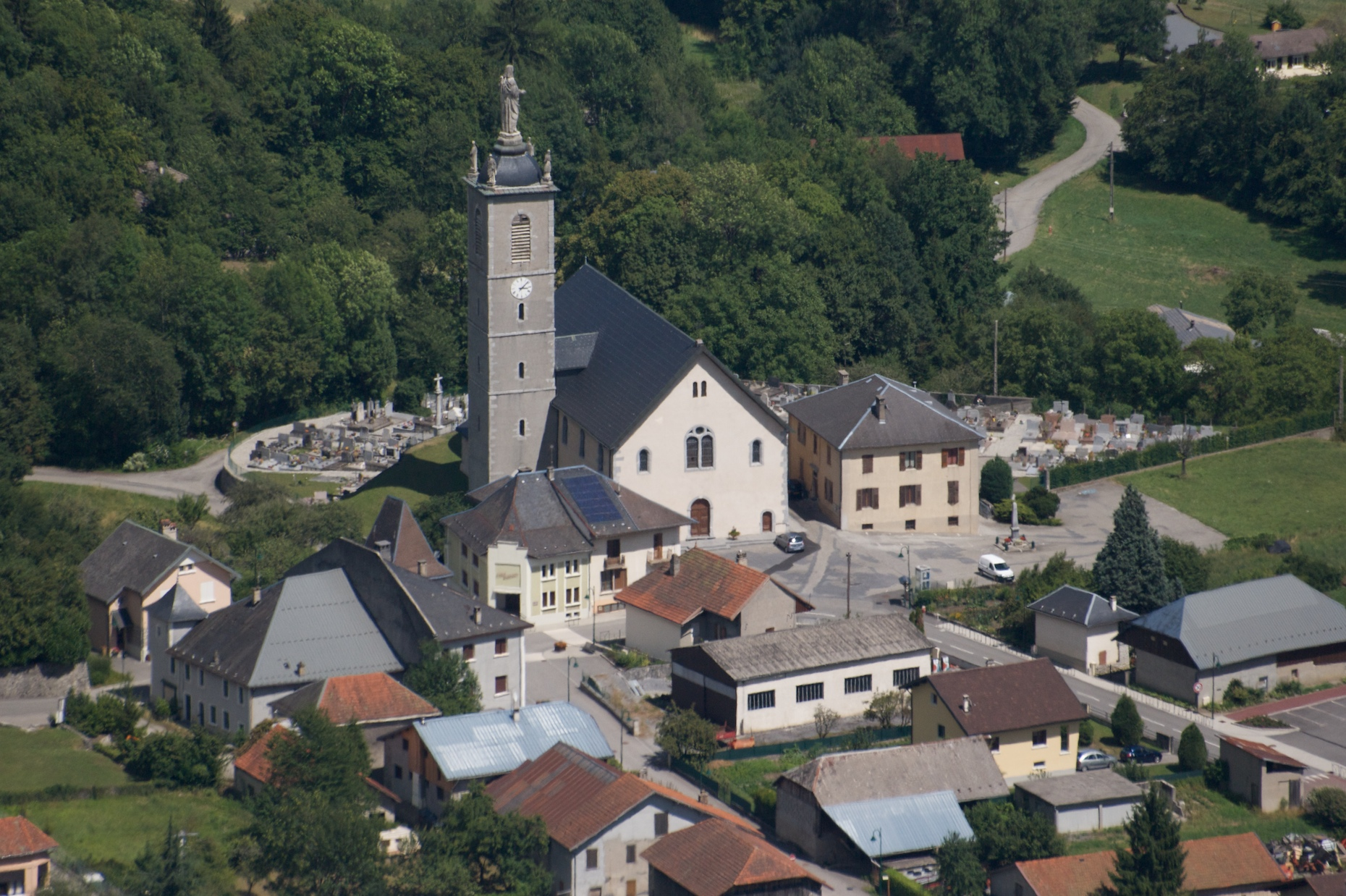
Blick auf Mercury
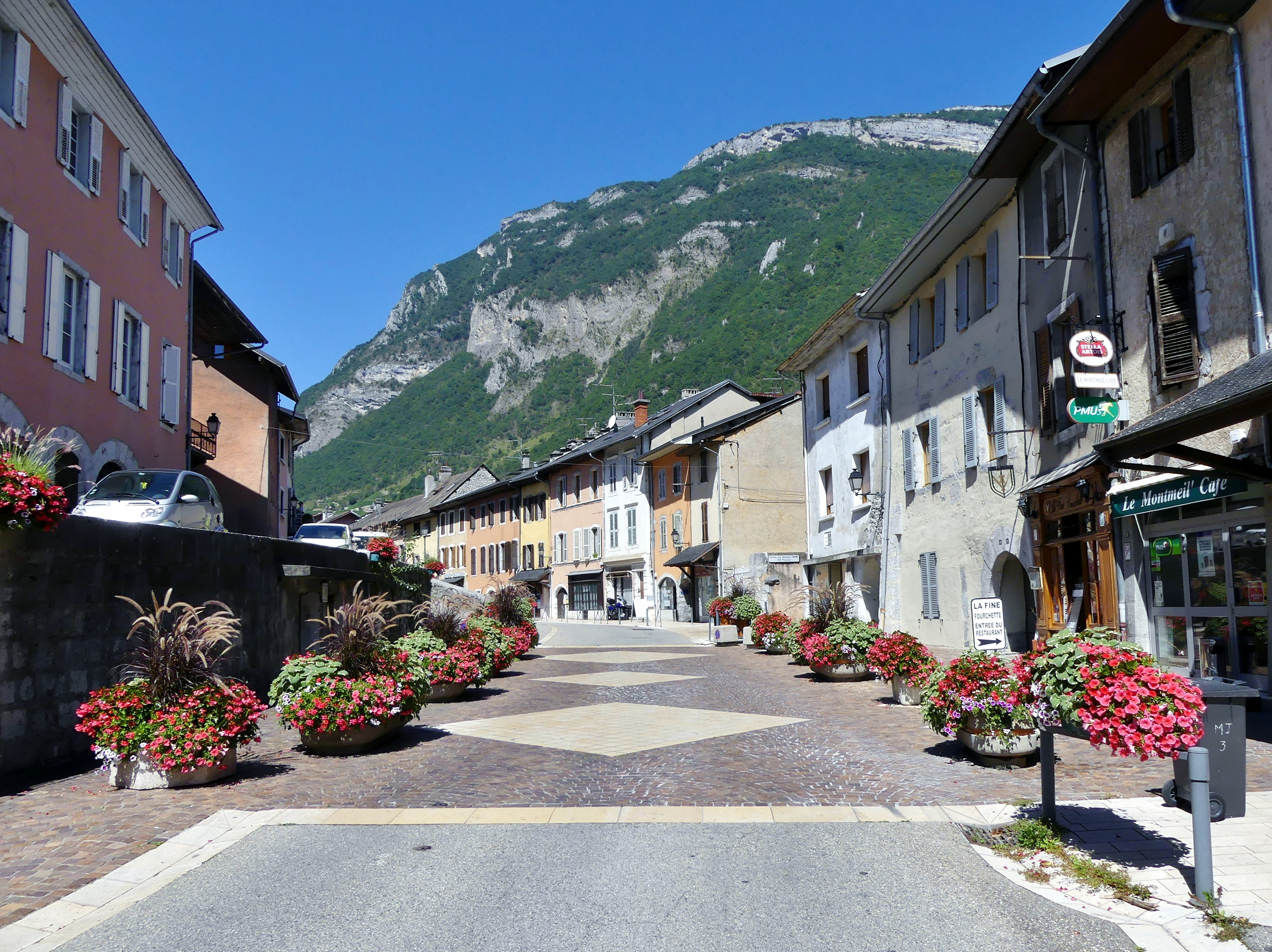
Altstadt von Montmélian
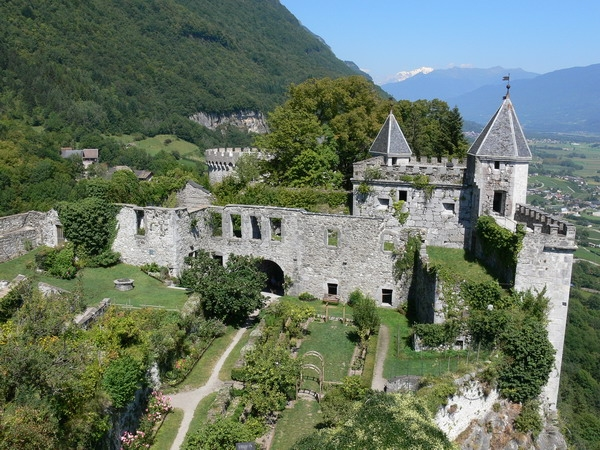
Schloss Miolans, Gemeinde Saint-Pierre-d’Albigny

## Landschaft
Der Naturpark umfasst den gesamten Kalkstock des Bauges-Massivs und reicht bis in die angrenzenden Talschaften hinunter und hat im Norden auch einen Anteil am Lac d’Annecy. Er bildet eine Insel von geschützter Natur, wo die Dörfer, die meist zwischen Grasland und Wäldern kauern, oft mit 2000 Metern überragenden Bergspitzen  umgeben sind. Diese Berge bewahren eine bemerkenswerte Flora und Fauna von etwa 1300 Pflanzenarten, 150 Arten von Brutvögel, 9 Arten von Amphibien. Im Zentrum sorgt ein Naturschutzgebiet für den Lebensraum von Gämsen, Mufflons und Birkhühner. Eine der Besonderheiten des ländlichen Erbes, das die Lebensweise und seine Entwicklung erkennen lässt, beruht auf ihrer Verschiedenheit: Das Massiv wird von vielen kleinen Gebieten gebildet, die reich an Identität sind und untereinander seit Jahrhunderten einen intensiven kulturellen und wirtschaftlichen Austausch pflegen.
Dieses Territorium biete tolle Entdeckungsmöglichkeiten: Der Naturpark kann zu Fuß, zu Pferd, mit einem Esel, mit dem Rad, am Gleitschirm, auf Schiern oder Schneeschuhen erkundet werden. Nach der Kernzone von Bauges sollte auch die Entdeckung ihrer Tallagen, Bocagelandschaften, an den Seen liegenden Weingärten und der großen Alpentäler nicht fehlen. Die Bewohner bieten Produkte an, die ihren Stolz ausmachen: in erster Linie den Käse Tome des Bauges (AOC), ohne auf die Äpfel, die Birnen, den Honig, die aromatischen und heilkräftigen Pflanzen, den Ziegenkäse und die weißen und roten Weine der Erosionstäler von Savoyen zu vergessen. 

### Höhere Berggipfel
- Pointe d’Arcalod (2217 m),
- Mont Pécloz (2191 m),
- Mont Trélod (2181 m),
- Mont d’Arménaz (2158 m),
- Pointe des Arces (2076 m),
- Mont de la Coche (2065 m),
- Pointe des Arlicots (2060 m),
- Dent d’Arclusac (2041 m),
- Montagne du Semnoz mit dem Crêt du Châtillon (1699 m),
- Montagne du Charbon mit dem Lanche Close (1791 m).

### Gewässer
- Einzugsgebiet des Lac d’Annecy südlich von Annecy,
- Einzugsgebiet des Arly, rechte Zuflüsse zwischen Ugine und Albertville,
- Einzugsgebiet der Isère, rechte Zuflüsse zwischen Albertville und Montmélian,
- Lac du Bourget mit Zuläufen bei Aix-les-Bains,
- Einzugsgebiet des Chéran im Nordosten.

### Galerie

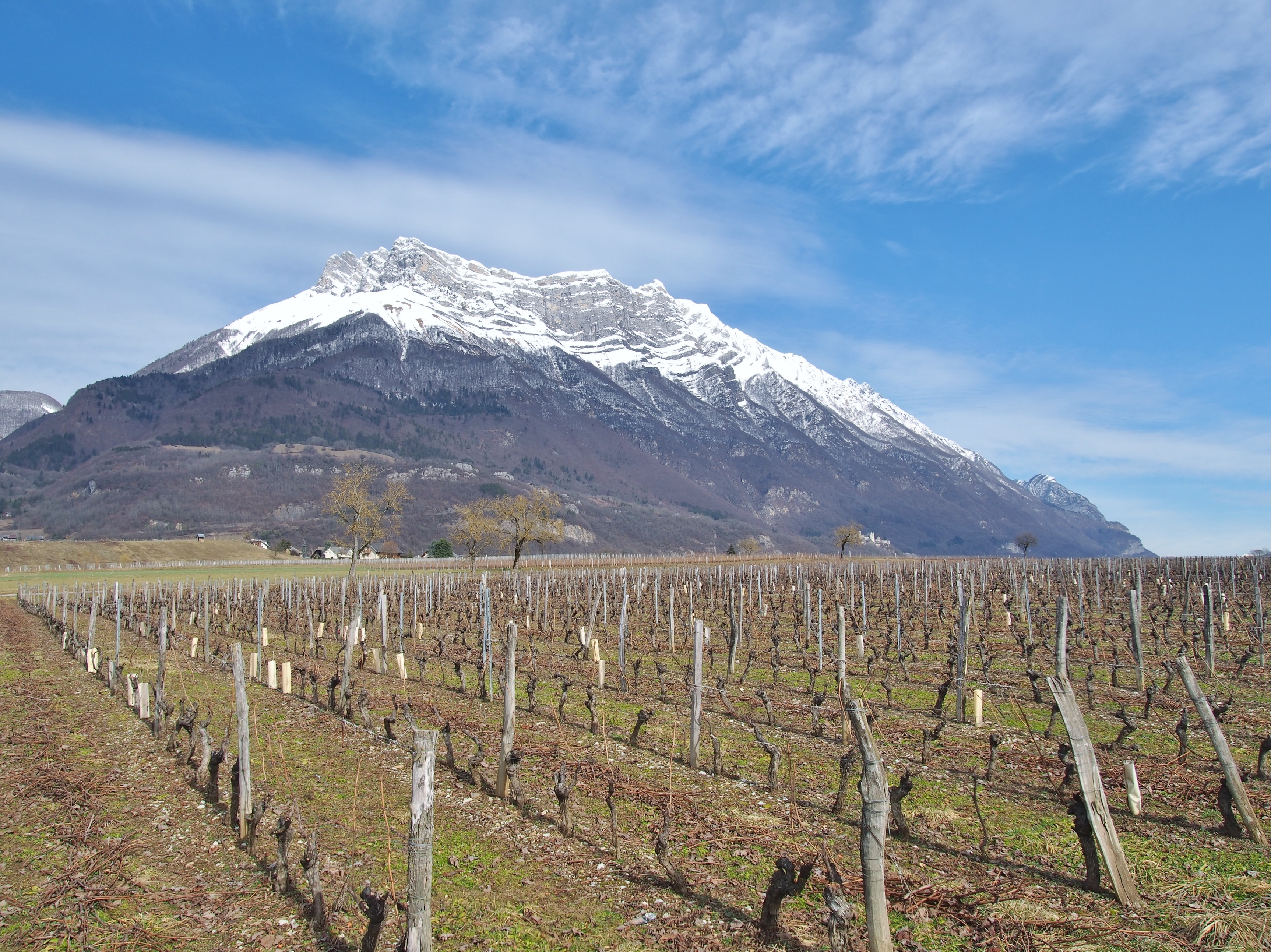
Dent de l’Arclusaz (2041 m)
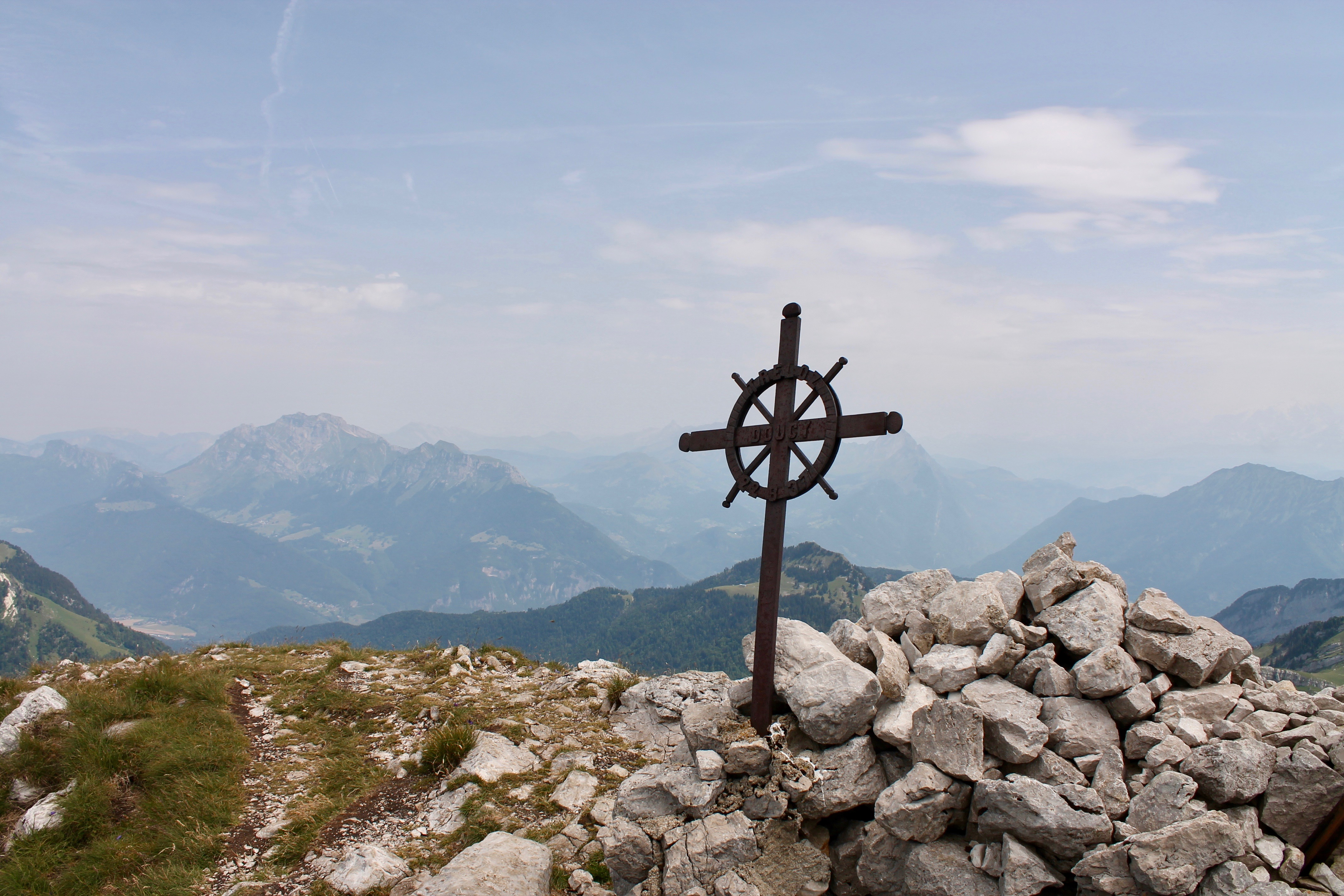
Mont Trélod (2181 m)
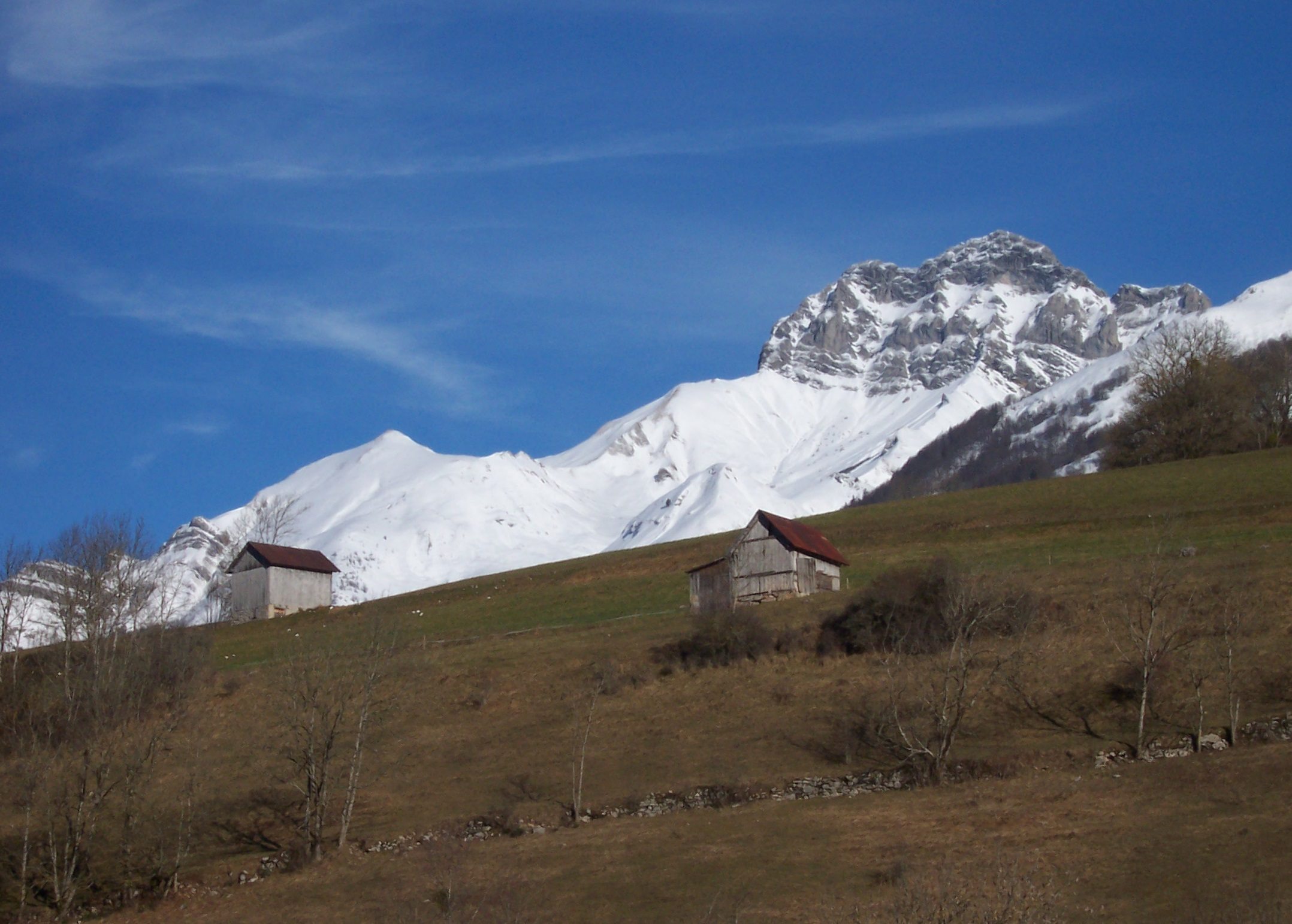
Pointe d’Arcalod (2217 m)
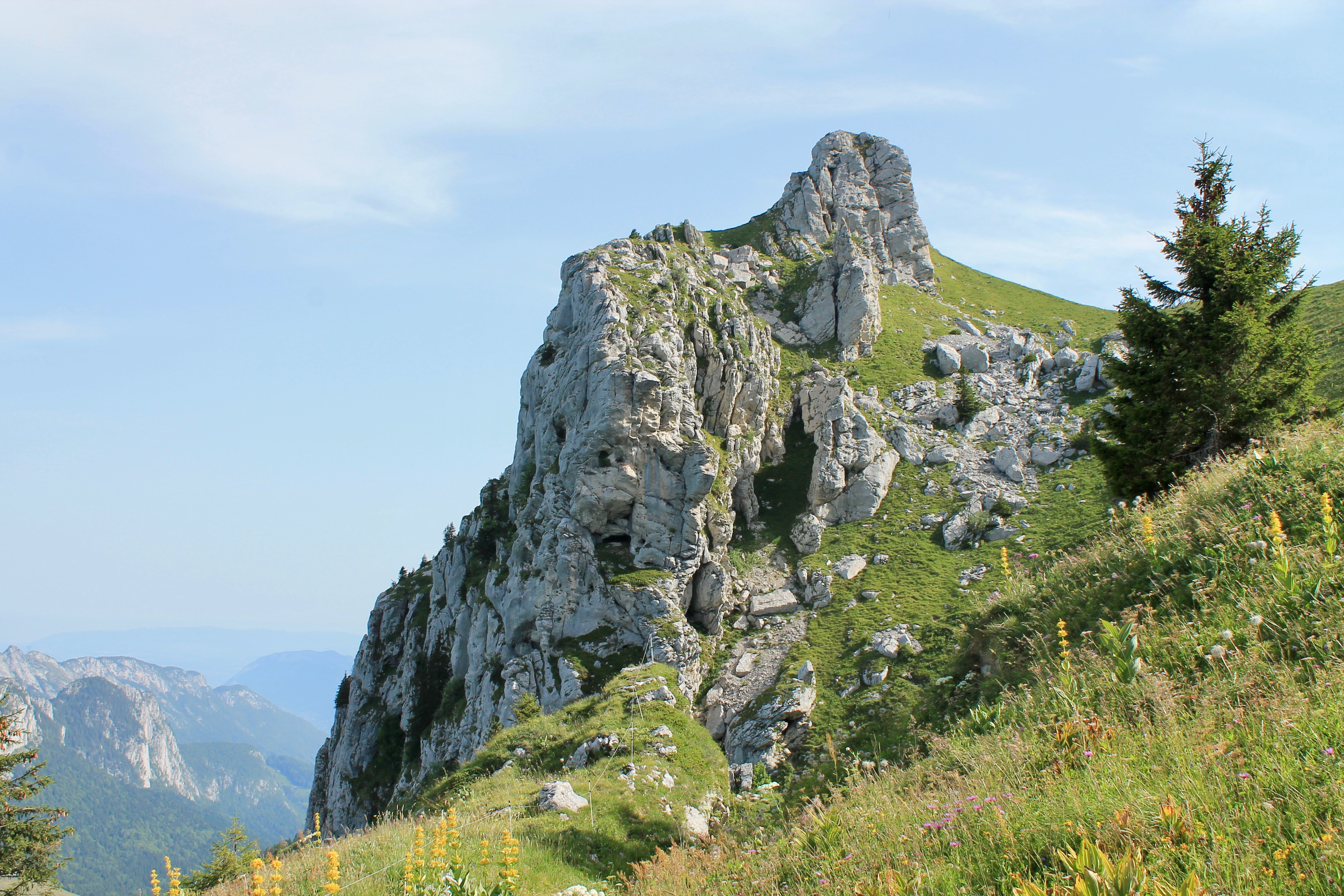
Dent des Portes (1932 m)
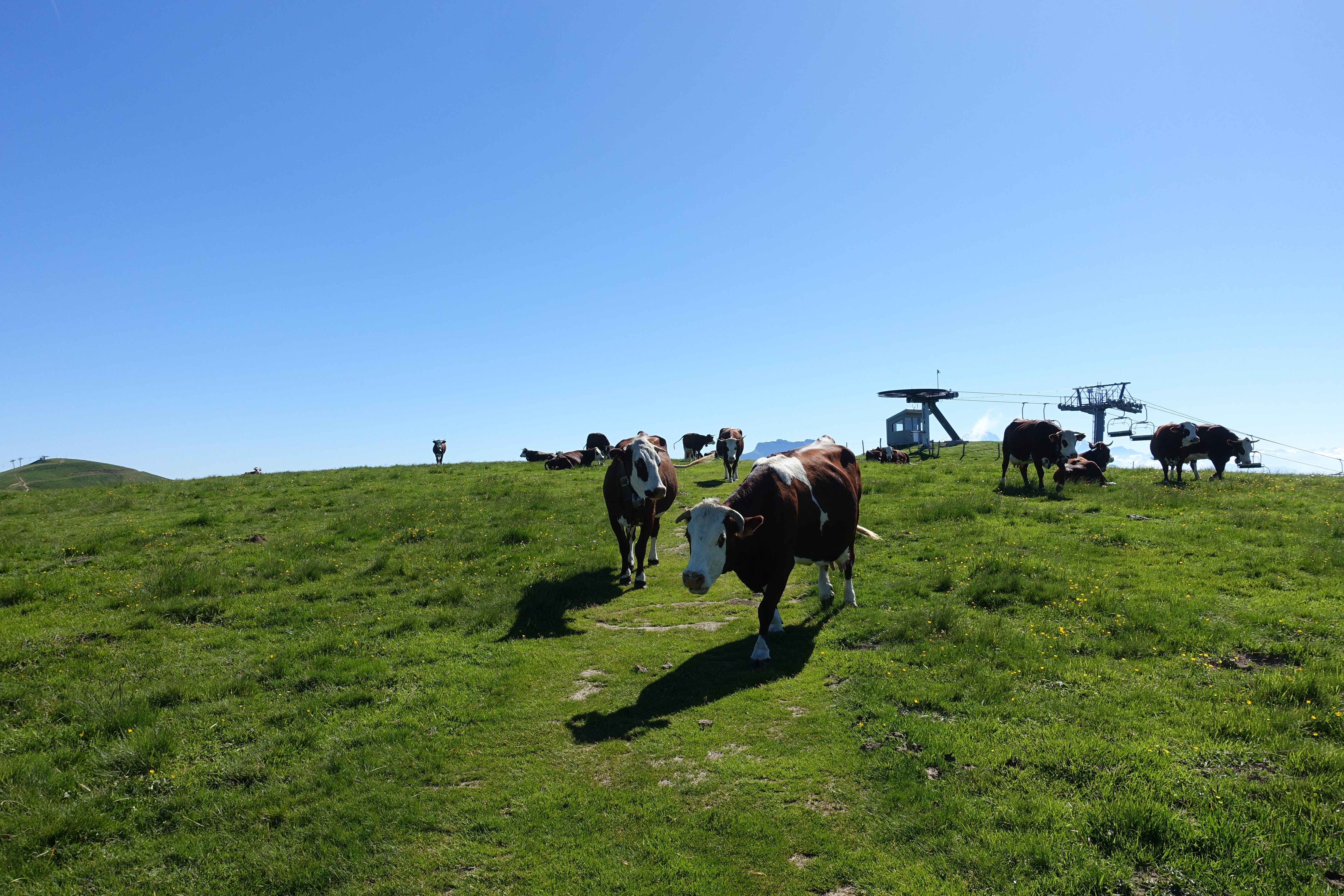
Kuhhaltung auf der Montagne de Semnoz

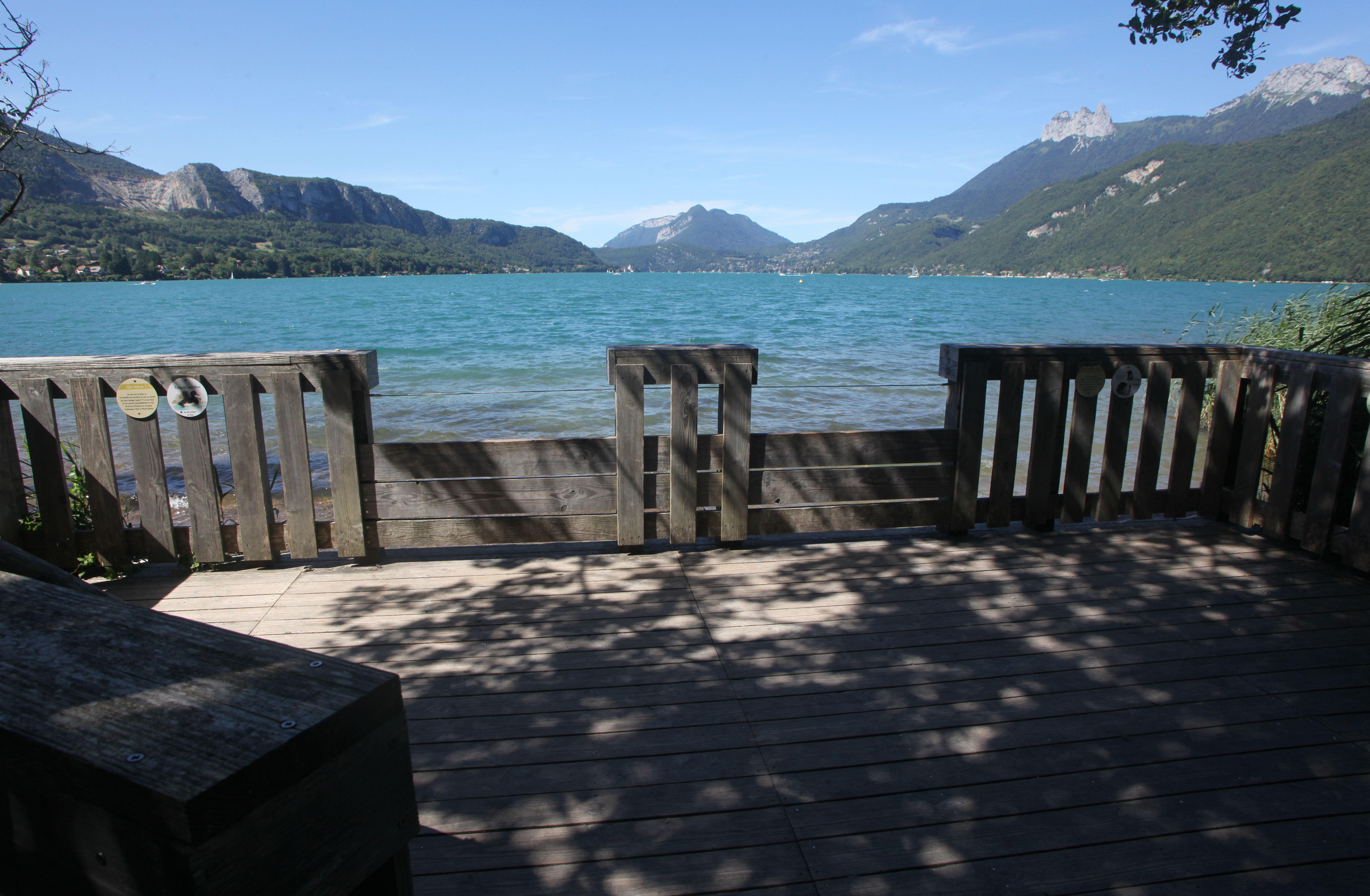
Naturschutzgebiet am südlichen Ende des Lac d’Annecy
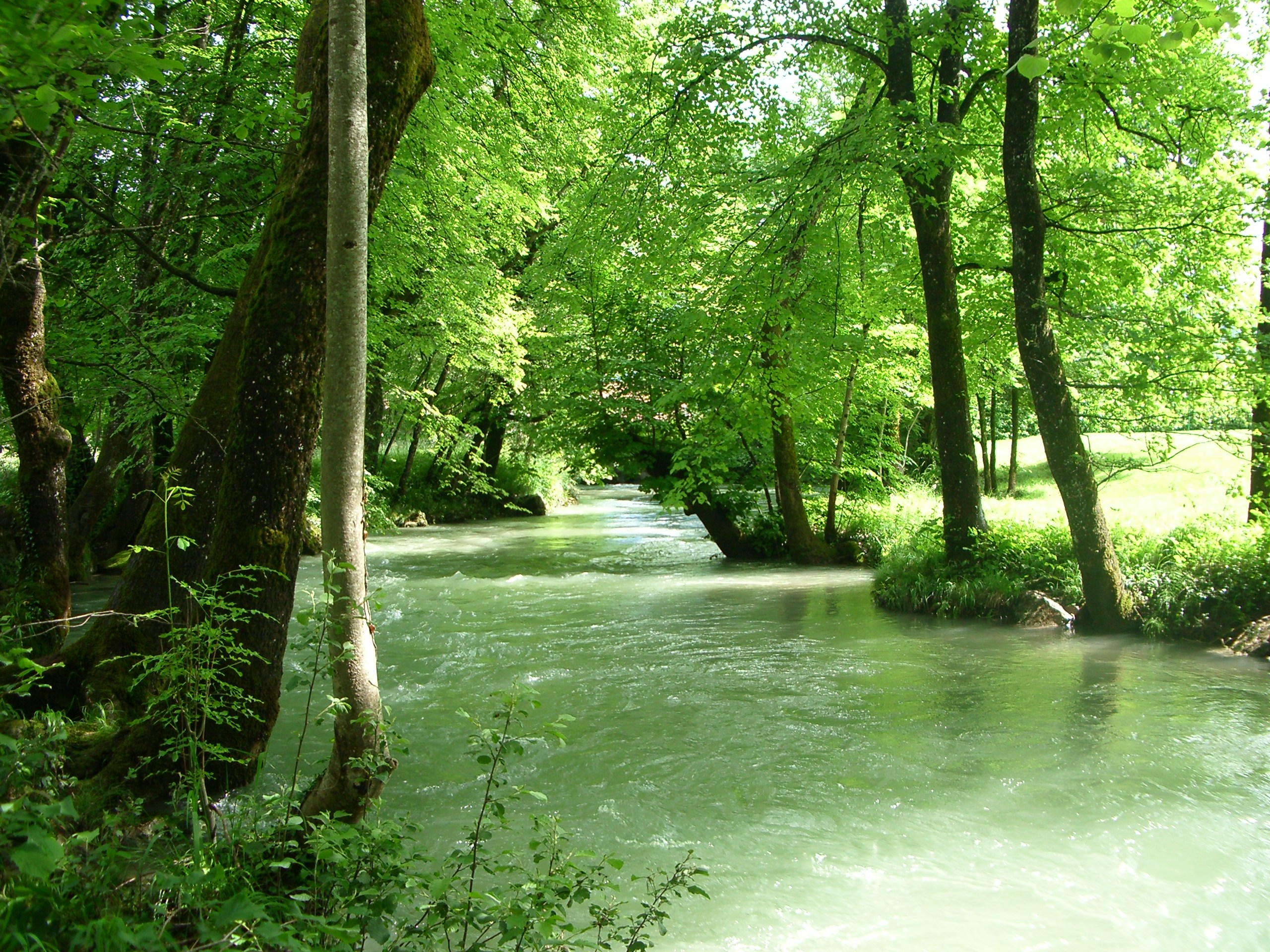
Eau morte, Zufluss des Lac d’Annecy
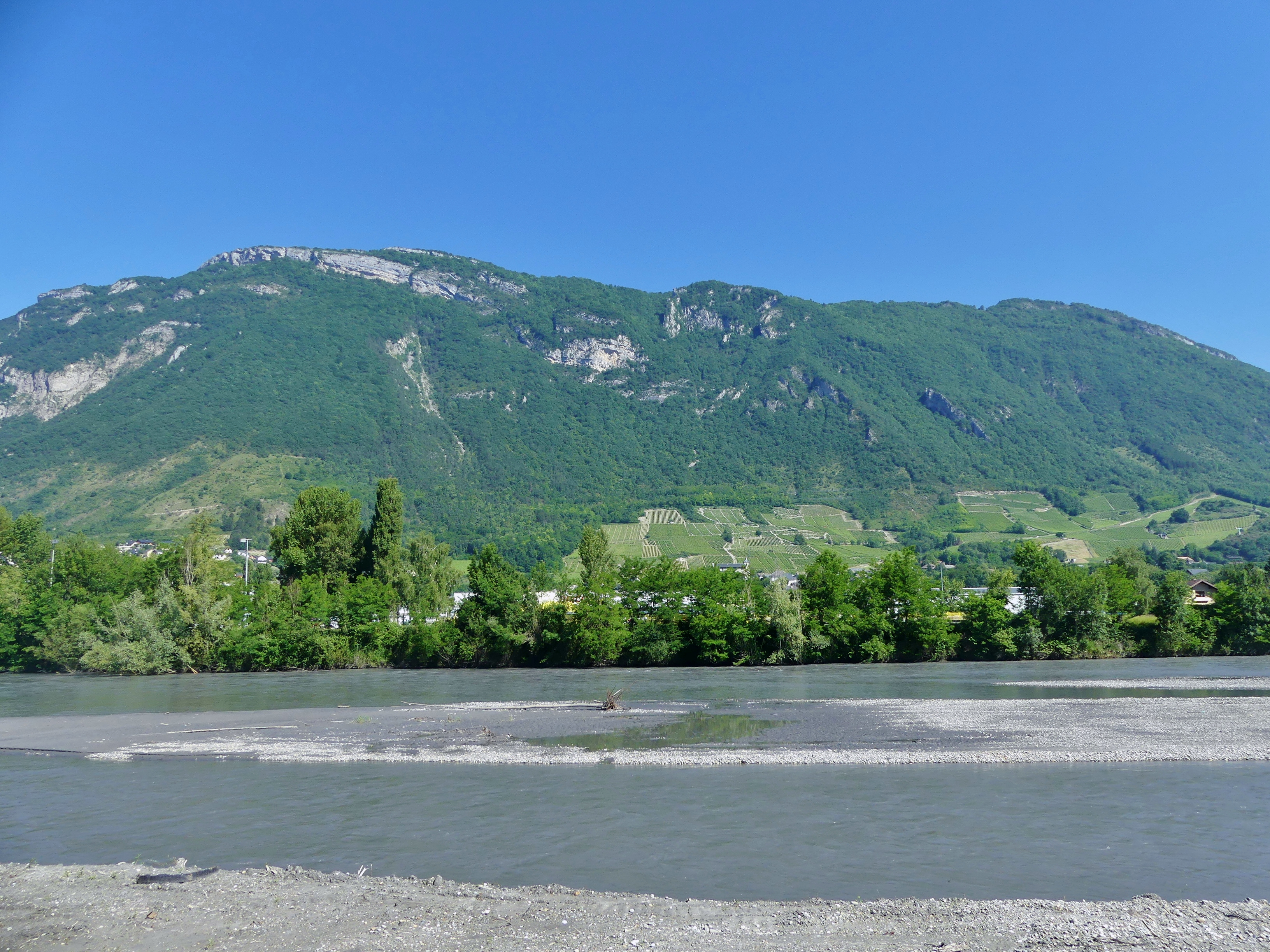
Die Isère am Fuß des Bauges-Massivs
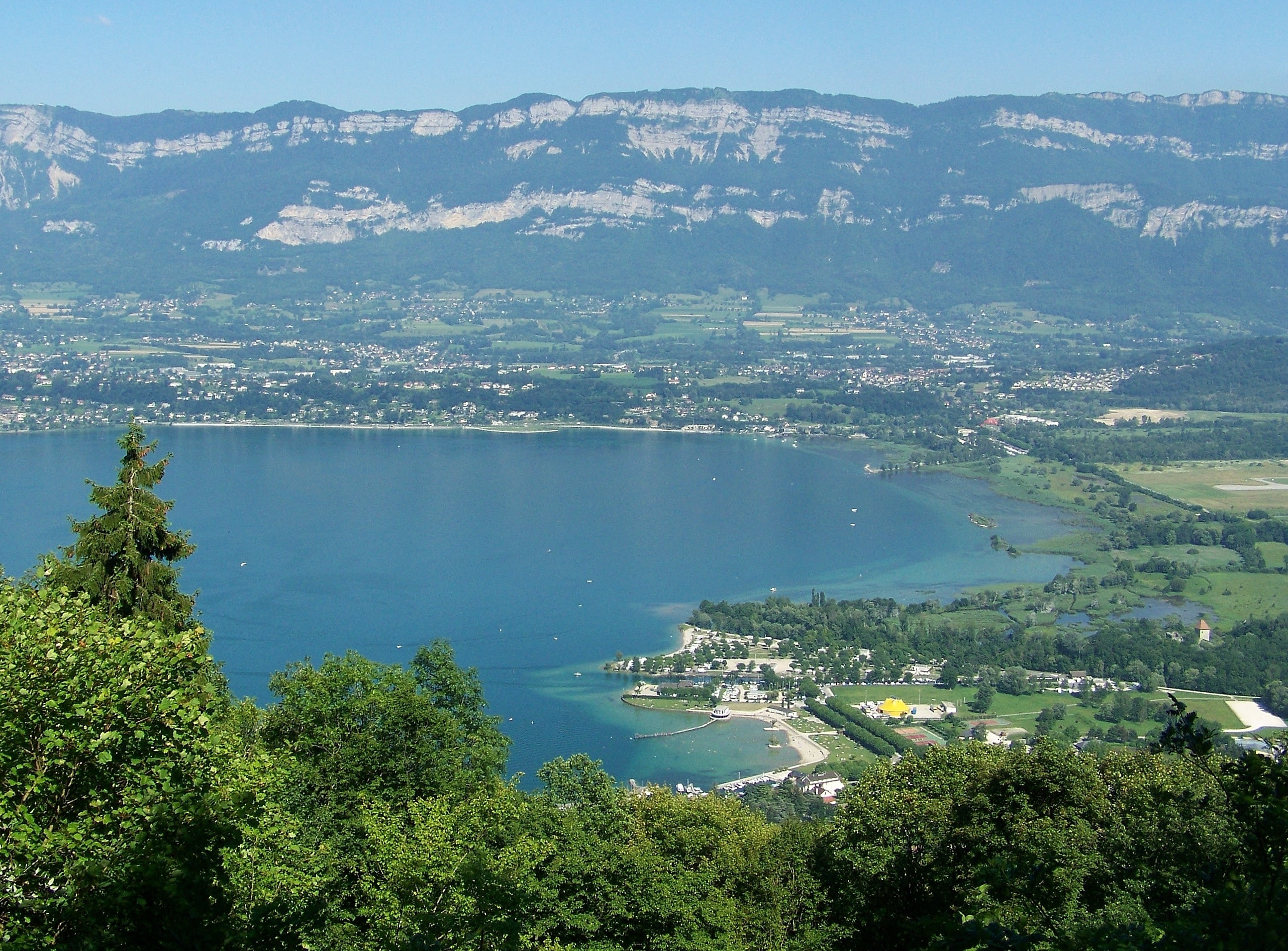
Blick auf den Lac du Bourget, im Hintergrund das Bauges-Massiv
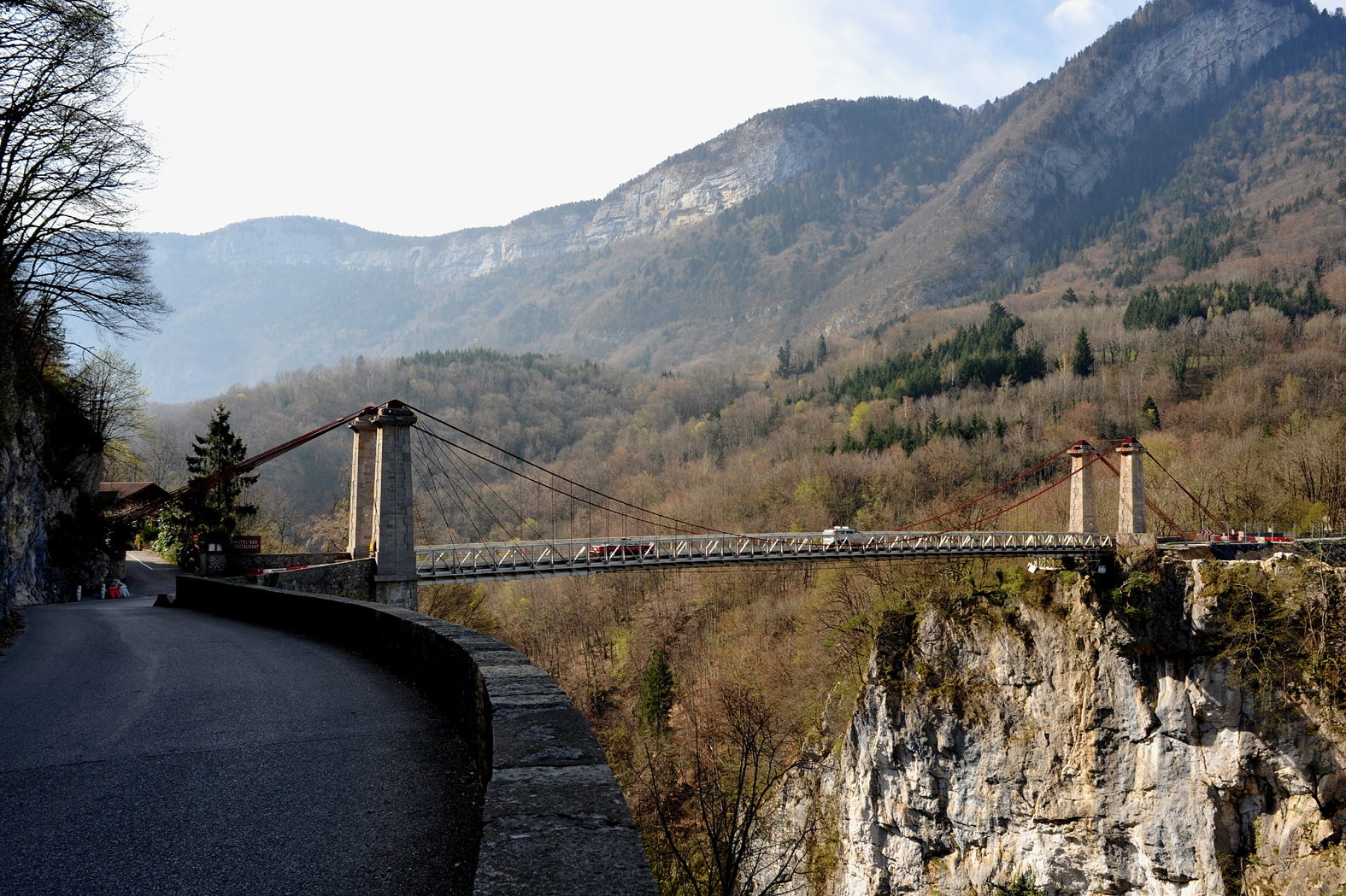
Hängebrücke über den Fluss Chéran

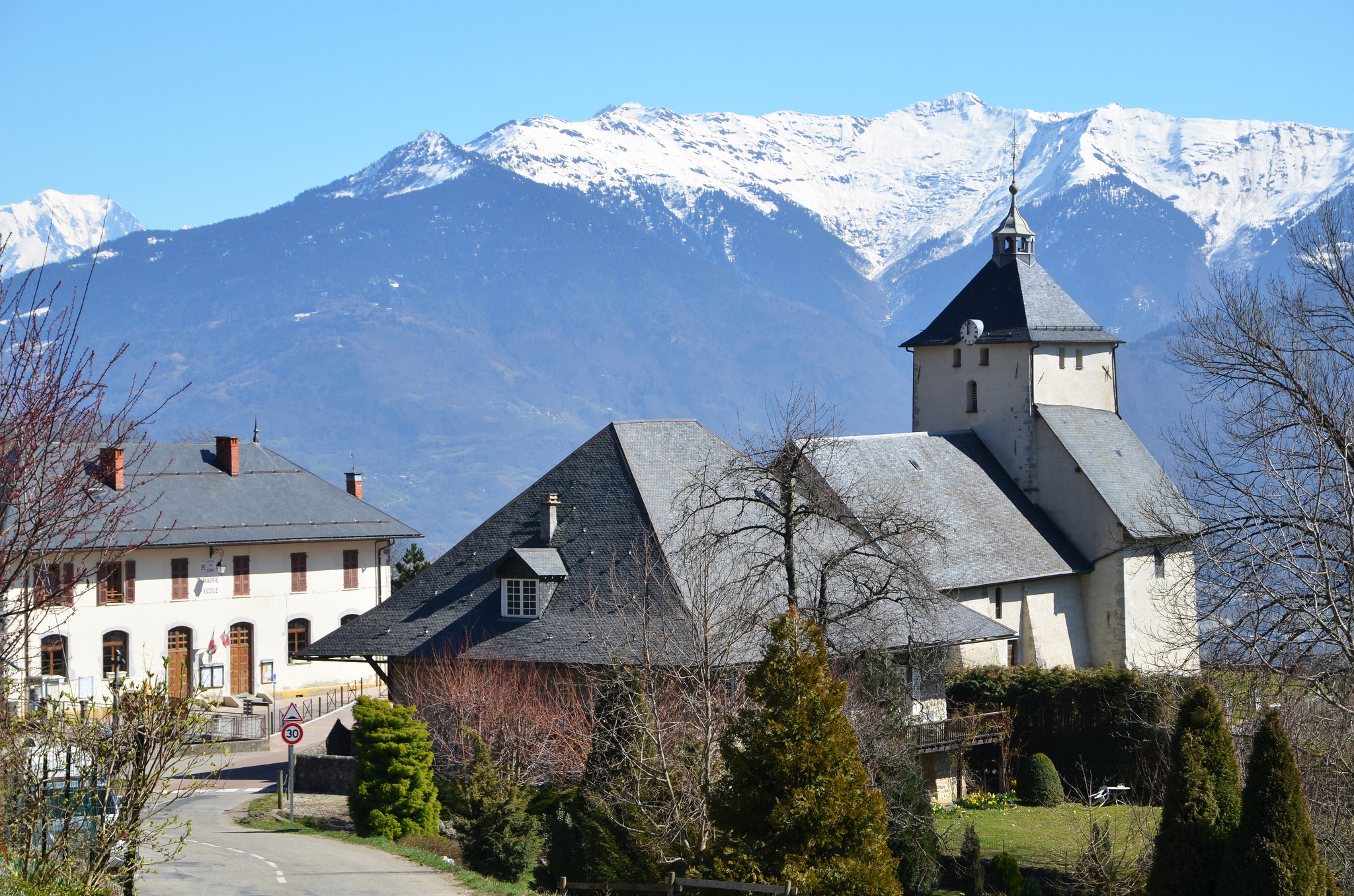
Ortsbild von Cléry
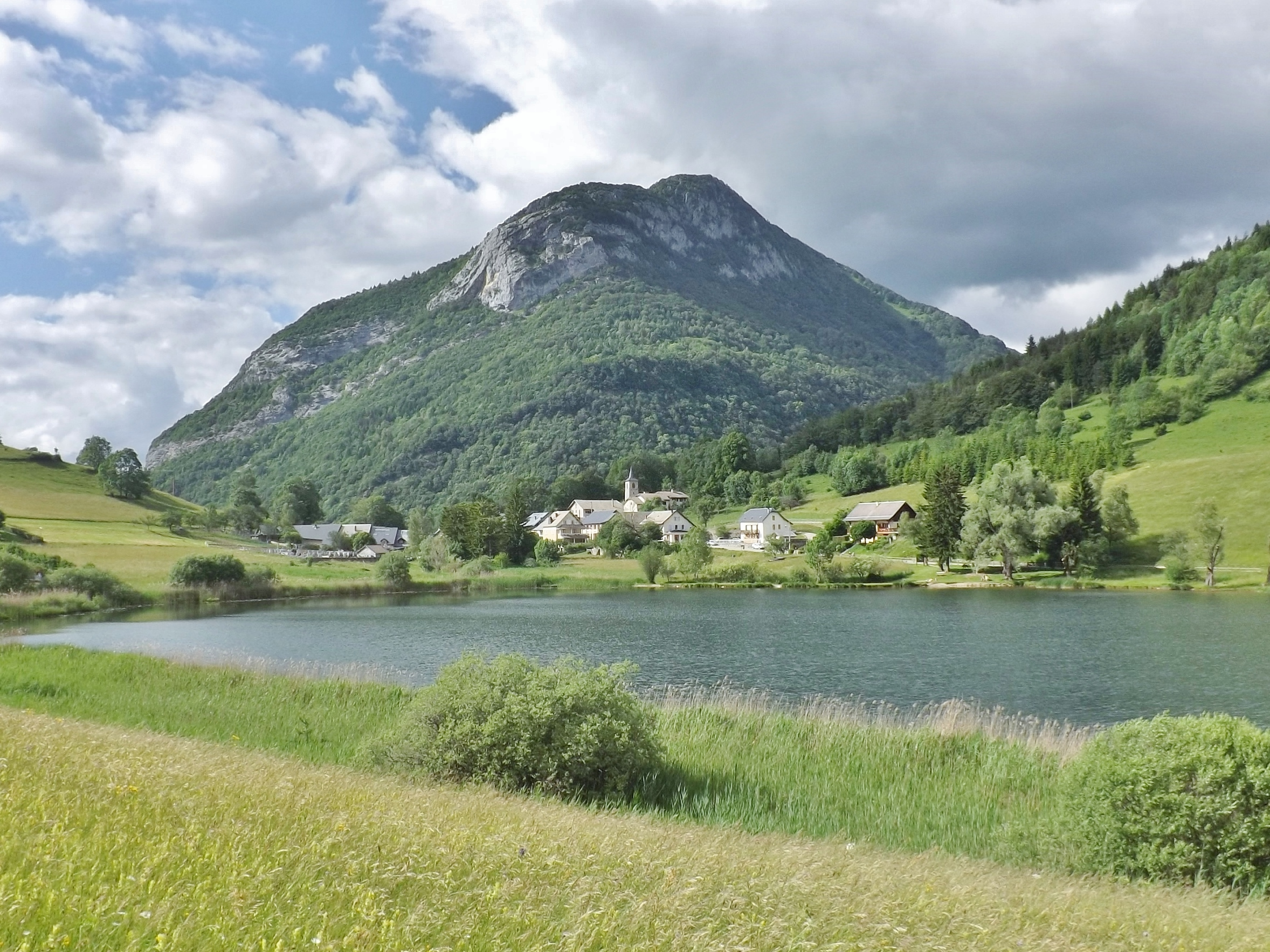
Blick auf La Thuile
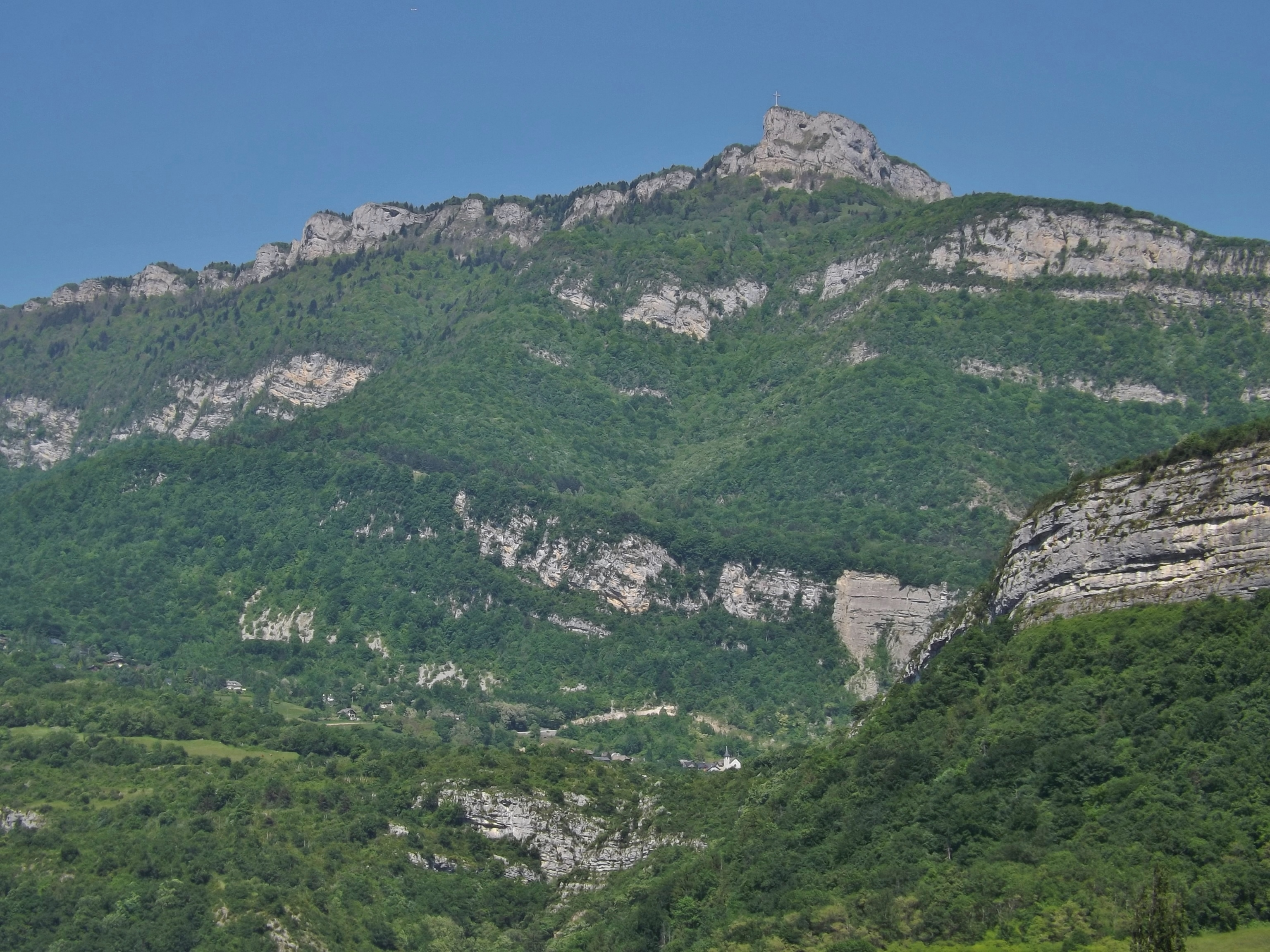
Blick auf das Bauges-Massiv bei Verel-Pragondran
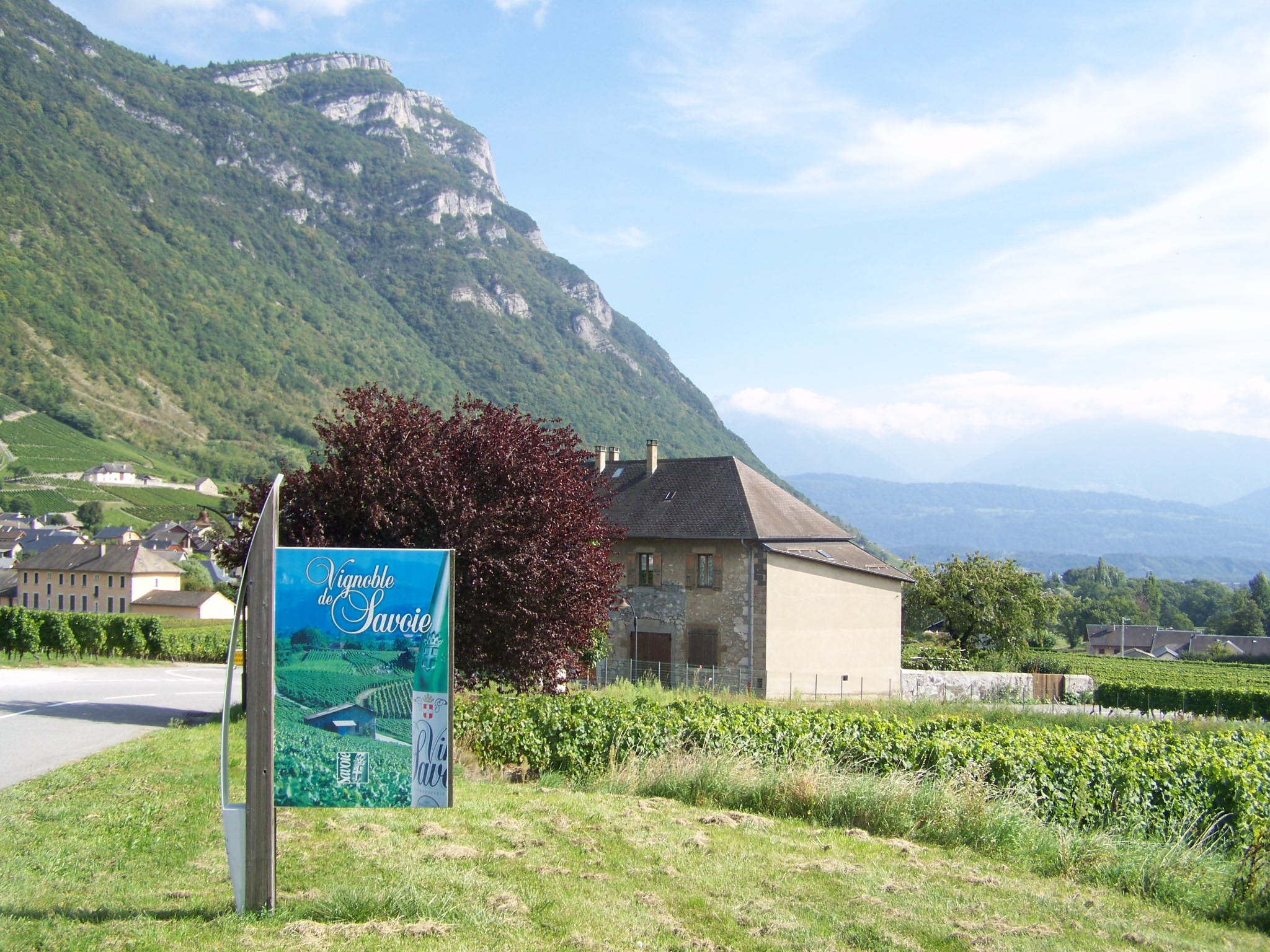
Weingärten bei Chignin, links das Bauges-Massiv
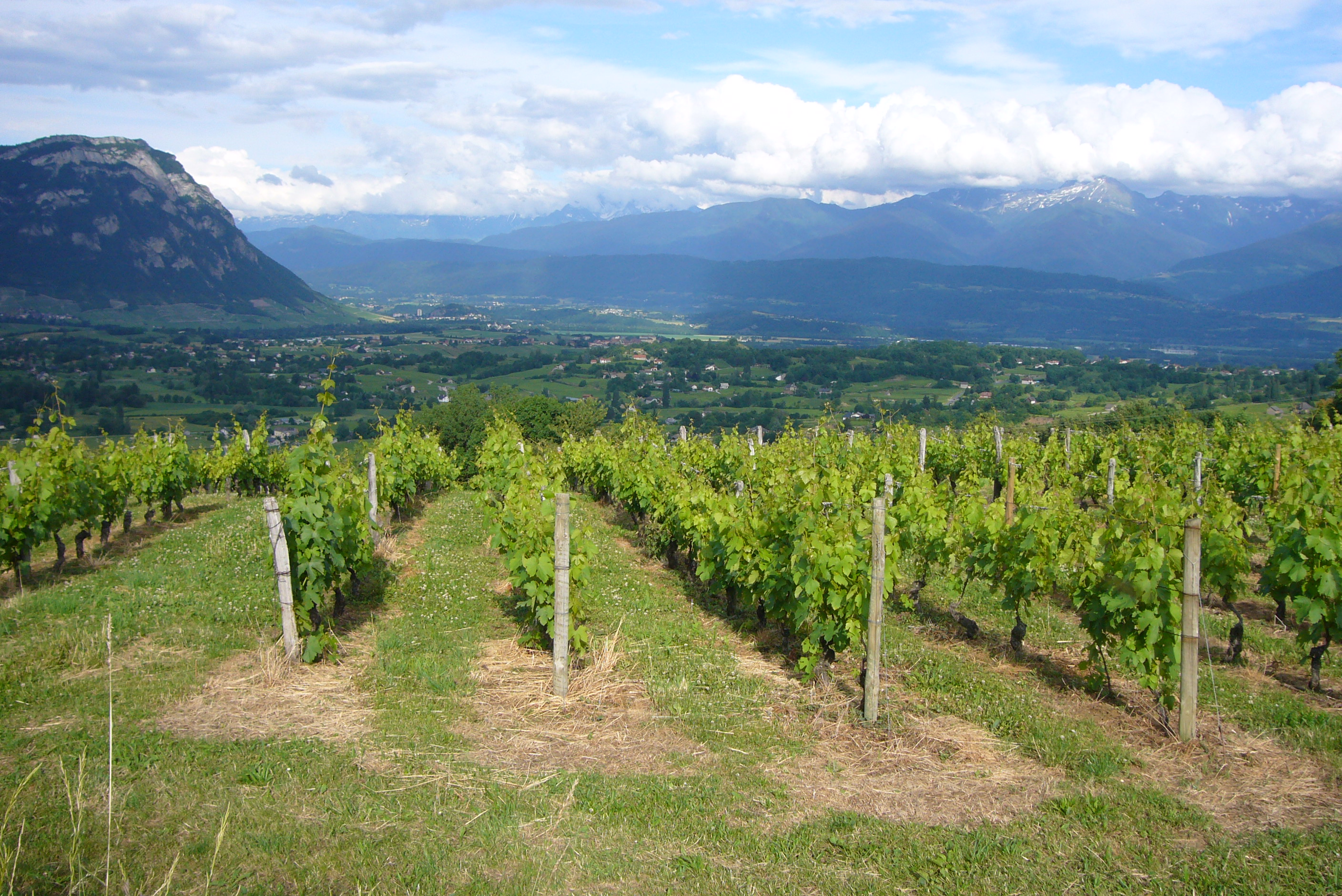
Weingärten bei Apremont, links das Bauges-Massiv